# Wendelstein 7-X

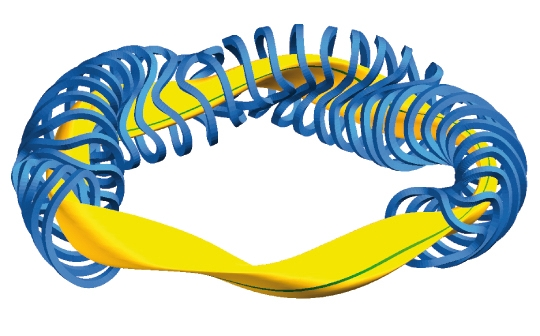
Esquema del sistema de bobines (blau) i plasma (groc). Una línia de camp magnètic es ressalta en verd a la superfície groga del plasma.

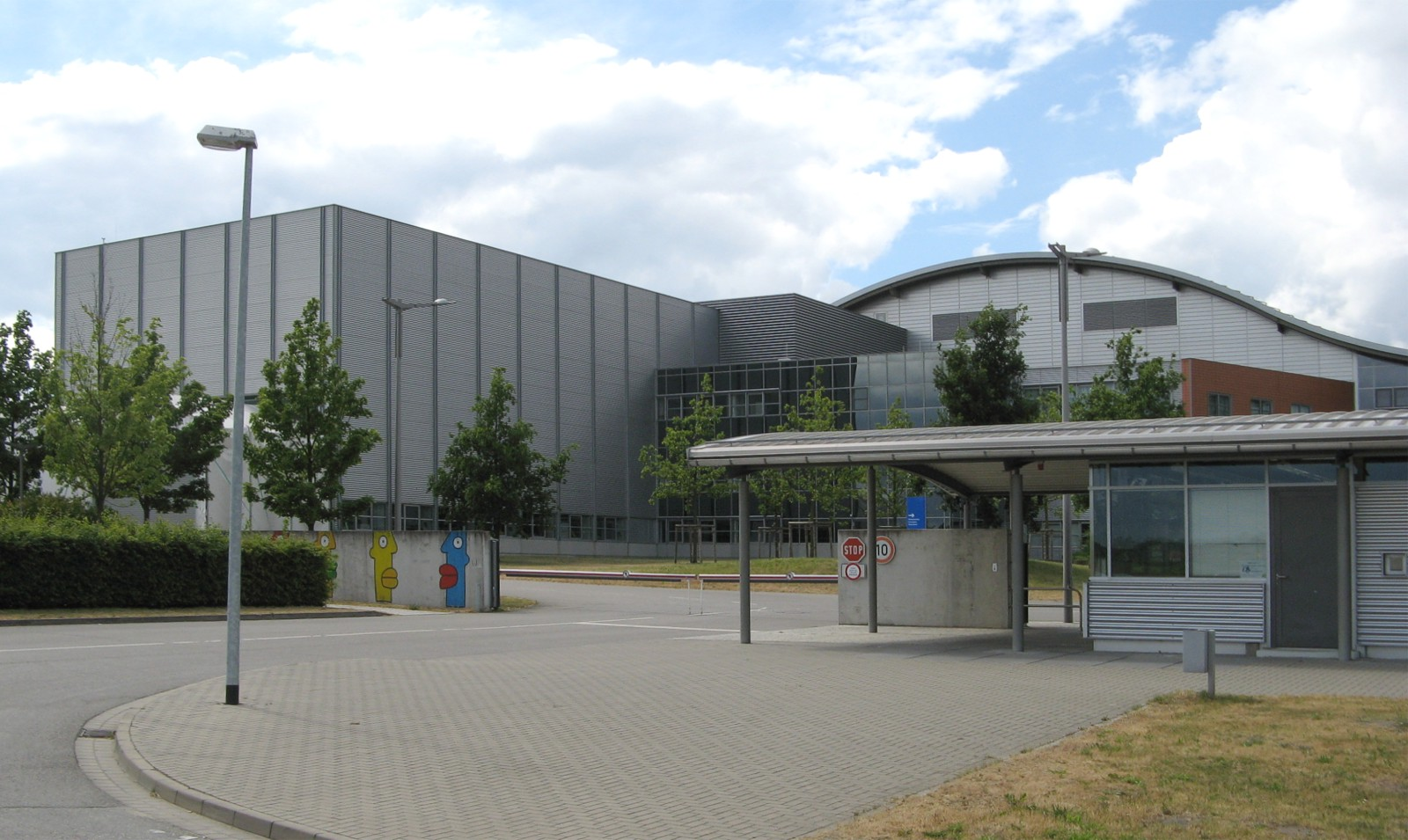
Entrada al complex Wendelstein 7-X a Greifswald

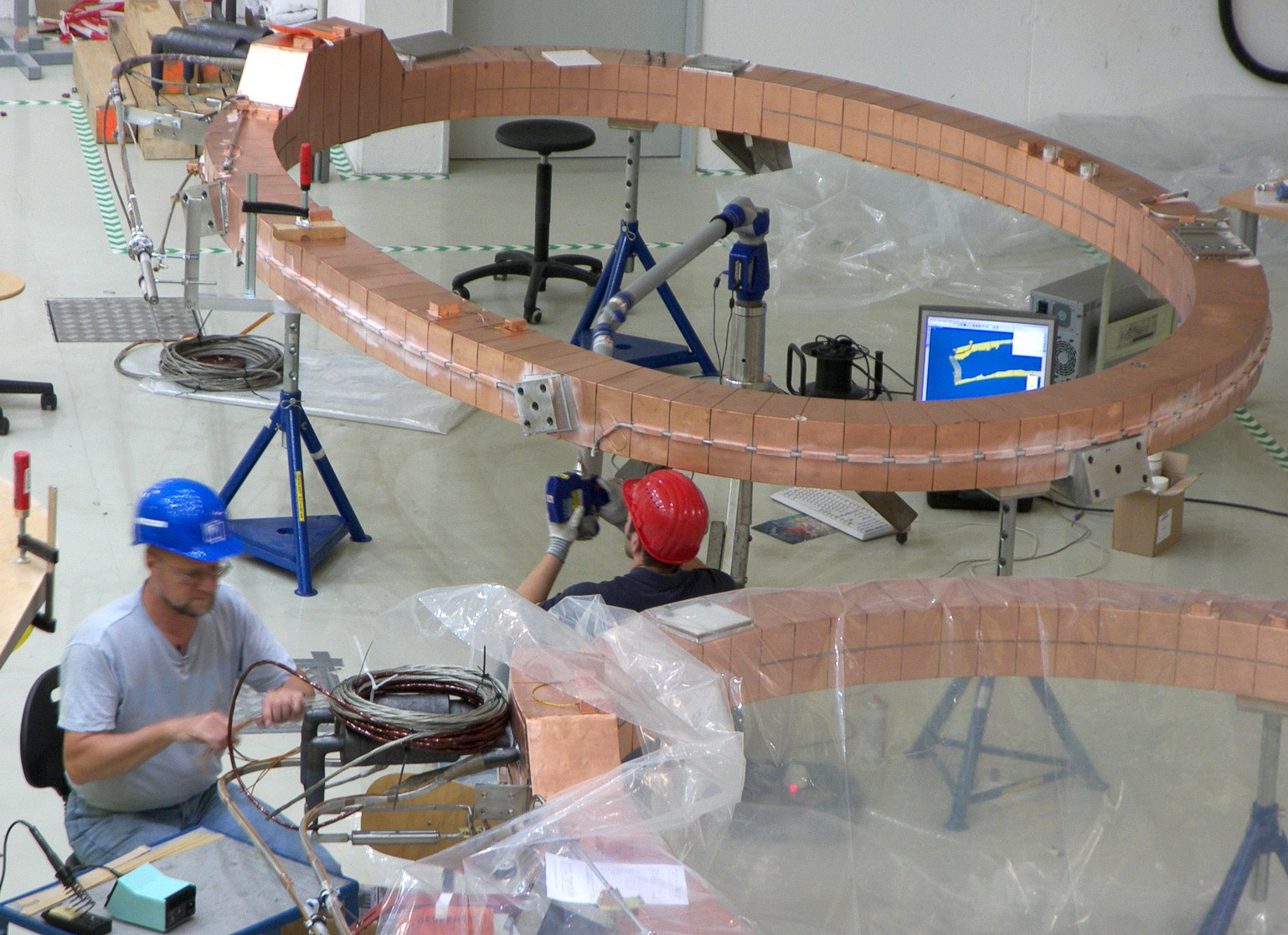
Línies d'alimentació superconductores unides a les bobines planes superconductores.

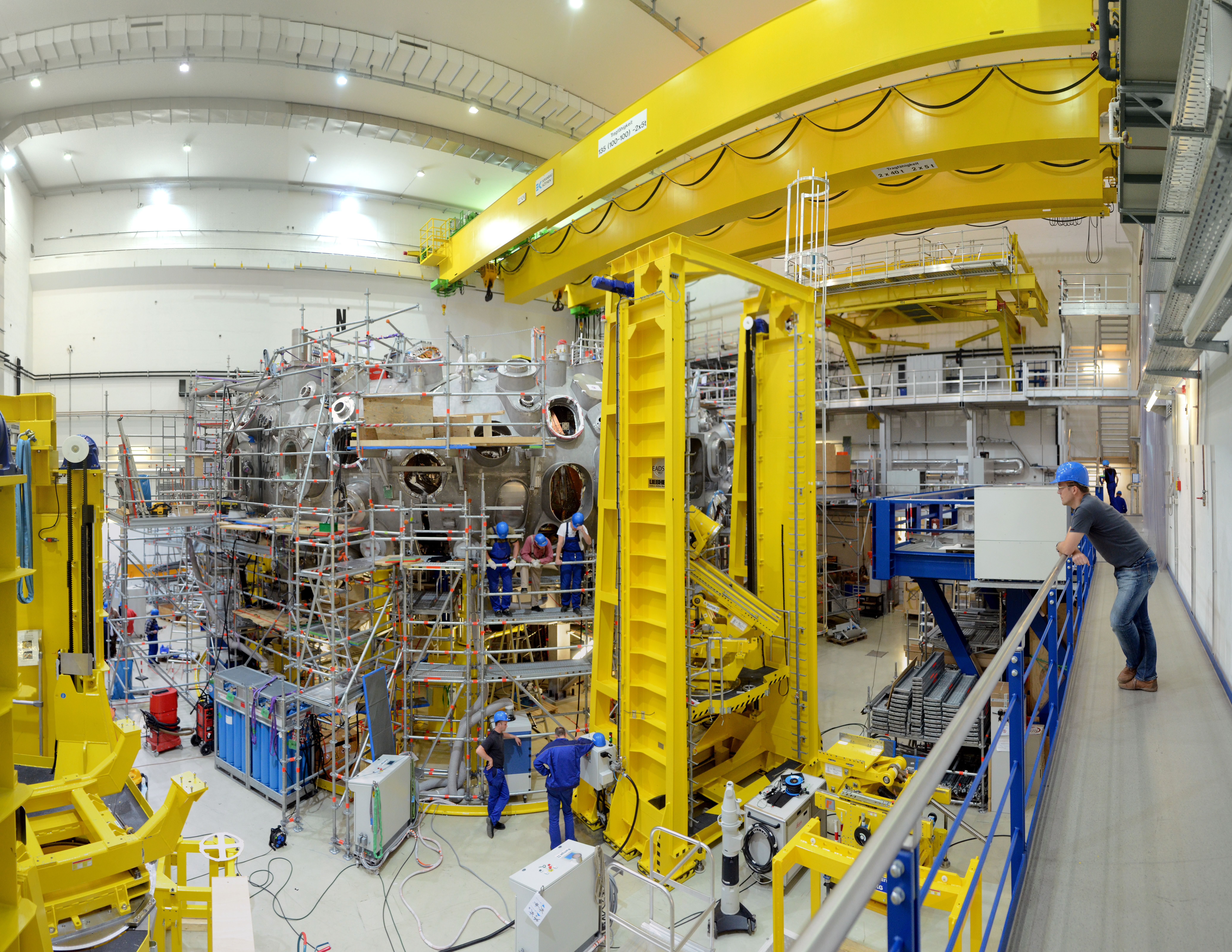
Construcció a partir de maig de 2012. Son visibles el toro, dina la cel·la de prova, i la grua de gran mida.

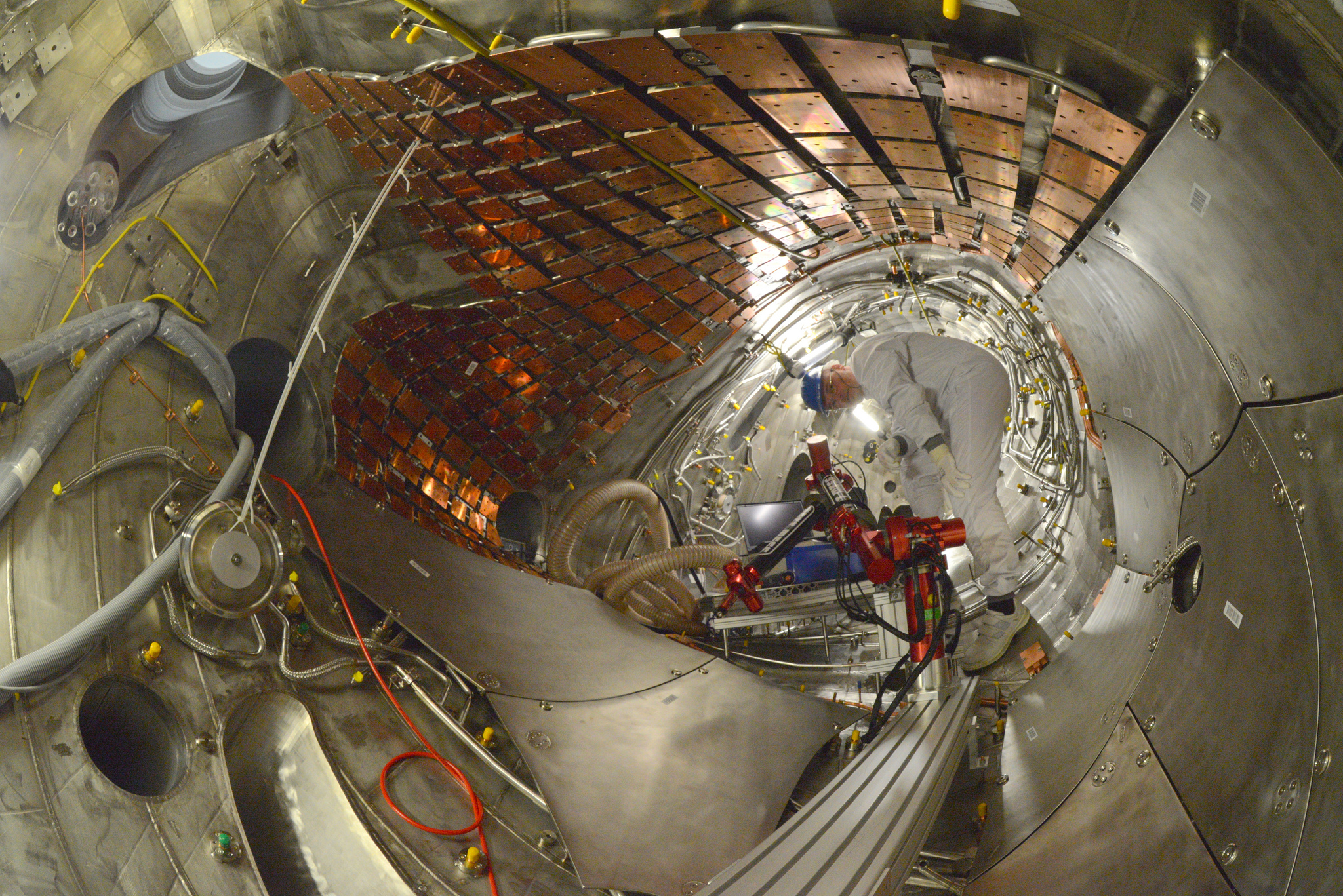
Vista en gran angular dins el del W7-X stellarator (en construcció), mostrant les plaques de la coberta d'acer inoxidable i les plaques de reforç de coure refredades per aigua (que seran cobertes per lloses de grafit) que s'estan instal·lant com armadures per protegir les interaccions plasma/paret.

El Wendelstein 7-X és un stellarator o reactor experimental de fusió nuclear per confinament magnètic alternatiu als models Tokamak.
Aquest reactor s'ha construït a Greifswald, Alemanya per part del Max-Planck-Institut für Plasmaphysik (IPP) i es va finalitzar el 2015. El seu objectiu principal és avaluar els principals components d'un futur reactor de fusió de tipus stellarator.

## Disseny i principals components
El dispositiu Wendelstein 7-X es basa en una configuració de Helias de cinc camps. Es compon bàsicament d'un toroide, format per 50 bobines magnètiques superconductores no planars i 20 planars de 3,5 metres d'alçada que indueixen un camp magnètic que evita que el plasma col·lideixi amb les parets del reactor. Les 50 bobines no planars s'utilitzen per ajustar el camp magnètic. El seu objectiu és una densitat de plasma de 3 × 1020 partícules per metre cúbic i una temperatura de plasma de 60-130 megakelvin (MK).
Els components principals són les bobines magnètiques, el crioòtat, el recipient de plasma, el desviador i els sistemes de calefacció.
Les bobines (NbTi en alumini) estan disposades al voltant d'un revestiment d'aïllant tèrmic amb un diàmetre de 16 metres, anomenat criòstat. Un dispositiu de refrigeració produeix suficient heli líquid per refredar els imants i el seu revestiment (al voltant de 425 tones mètriques de "massa freda") a la temperatura de superconductivitat (4 K). Les bobines suporten un corrent de 12,8kA i creen un camp magnètic de fins a 3 tesles.
El vas de plasma, format per 20 parts, està a l'interior ajustat a la complexa forma del camp magnètic. Te 254 ports (forats) per la diagnosi de l'escalfament del plasma i l'observació. Tota la planta es va formar de 5 seccions quasi idèntiques que es van muntar al mateix experiment.
El sistema de calefacció inclou 10 megawatts de microones per escalfar per ressonància de sincrotró d'electrons (ECRH) fins a 10 segons i pot entregar 1 megawatt durant 50 segons per la primera fase operativa anomenada OP-1. Per la fase operativa 2 (OP-2) estaran disponibles fins a 8 megawatts d'injecció de feix neutre durant 10 segons i el sistema de microones s'ampliarà fins a la veritable estabilitat de 30 minuts.
Un sistema de sensors i sondes basades en una varietat de tecnologies complementàries mesuren les propietats clau del plasma, inclòs els perfils de la densitat i de la temperatura d'electrons i ions, els perfils d'impuresa de plasma importants i del camp elèctric radial.